# Trequanda
Trequanda là một đô thị ở tỉnh Siena trong vùng Toscana, có cự ly khoảng 70 km về phía đông nam của Florence và khoảng 30 km về phía đông nam của Siena.
Trequanda giáp các đô thị: Asciano, Pienza, Rapolano Terme, San Giovanni d'Asso, Sinalunga và Torrita di Siena.